# Робърт Ашли
Робърт Ашли (на английски: Robert Ashley) е американски композитор.

## Биография
Роден е на 28 март 1930 година в Ан Арбър, Мичиган. Учи в Мичиганския университет и в Манхатънското музикално училище, след което започва да се занимава с композиране. Става известен с оперите и театралната си музика, които включват електронна музика и нетрадиционни техники на изпълнение.
Робърт Ашли умира на 3 март 2014 година в Ню Йорк.